# Saint-Vincent-de-Boisset
Saint-Vincent-de-Boisset és un municipi francès situat al departament del Loira i a la regió d'Alvèrnia-Roine-Alps. L'any 2007 tenia 877 habitants.

## Demografia

### Població
El 2007 la població de fet de Saint-Vincent-de-Boisset era de 877 persones. Hi havia 336 famílies de les quals 52 eren unipersonals (16 homes vivint sols i 36 dones vivint soles), 136 parelles sense fills, 132 parelles amb fills i 16 famílies monoparentals amb fills.
La població ha evolucionat segons el següent gràfic:
Habitants censats

### Habitatges
El 2007 hi havia 367 habitatges, 339 eren l'habitatge principal de la família, 11 eren segones residències i 17 estaven desocupats. 349 eren cases i 18 eren apartaments. Dels 339 habitatges principals, 290 estaven ocupats pels seus propietaris, 40 estaven llogats i ocupats pels llogaters i 9 estaven cedits a títol gratuït; 9 tenien dues cambres, 27 en tenien tres, 83 en tenien quatre i 220 en tenien cinc o més. 296 habitatges disposaven pel capbaix d'una plaça de pàrquing. A 105 habitatges hi havia un automòbil i a 225 n'hi havia dos o més.

### Piràmide de població
La piràmide de població per edats i sexe el 2009 era:
| Homes | Edats   | Dones |
| ----- | ------- | ----- |
| 0     | 95 o +  | 0     |
| 0     | 90 a 94 | 0     |
| 0     | 85 a 89 | 12    |
| 8     | 80 a 84 | 0     |
| 0     | 75 a 79 | 0     |
| 20    | 70 a 74 | 20    |
| 24    | 65 a 69 | 24    |
| 24    | 60 a 64 | 24    |
| 28    | 55 a 59 | 28    |
| 28    | 50 a 54 | 28    |
| 28    | 45 a 49 | 44    |
| 48    | 40 a 44 | 32    |
| 28    | 35 a 39 | 32    |
| 36    | 30 a 34 | 32    |
| 12    | 25 a 29 | 20    |
| 4     | 20 a 24 | 4     |
| 40    | 15 a 19 | 36    |
| 32    | 10 a 14 | 44    |
| 28    | 5 a 9   | 40    |
| 24    | 0 a 4   | 40    |

## Economia
El 2007 la població en edat de treballar era de 541 persones, 404 eren actives i 137 eren inactives. De les 404 persones actives 376 estaven ocupades (193 homes i 183 dones) i 28 estaven aturades (12 homes i 16 dones). De les 137 persones inactives 60 estaven jubilades, 45 estaven estudiant i 32 estaven classificades com a «altres inactius».

### Ingressos
El 2009 a Saint-Vincent-de-Boisset hi havia 344 unitats fiscals que integraven 920,5 persones, la mediana anual d'ingressos fiscals per persona era de 20.327 €.

### Activitats econòmiques
Dels 39 establiments que hi havia el 2007, 1 era d'una empresa extractiva, 1 d'una empresa alimentària, 1 d'una empresa de fabricació d'elements pel transport, 11 d'empreses de construcció, 7 d'empreses de comerç i reparació d'automòbils, 3 d'empreses de transport, 1 d'una empresa d'hostatgeria i restauració, 3 d'empreses financeres, 2 d'empreses immobiliàries, 4 d'empreses de serveis, 2 d'entitats de l'administració pública i 3 d'empreses classificades com a «altres activitats de serveis».
Dels 12 establiments de servei als particulars que hi havia el 2009, 1 era un taller de reparació d'automòbils i de material agrícola, 3 paletes, 3 fusteries, 2 electricistes, 2 perruqueries i 1 saló de bellesa.
L'any 2000 a Saint-Vincent-de-Boisset hi havia 7 explotacions agrícoles que ocupaven un total de 372 hectàrees.

## Equipaments sanitaris i escolars
El 2009 hi havia una escola elemental.

## Poblacions més properes
El següent diagrama mostra les poblacions més properes.